# Aaron Gordon
Pour les articles homonymes, voir Gordon.
Aaron Addison Gordon, né le 16 septembre 1995 à San José en Californie, est un joueur américain de basket-ball. Il évolue au poste d'ailier fort voire d'ailier et joue dans l'équipe des Nuggets de Denver avec lesquels il remporte le championnat NBA lors de la saison 2022-2023.

## Biographie

### Carrière universitaire

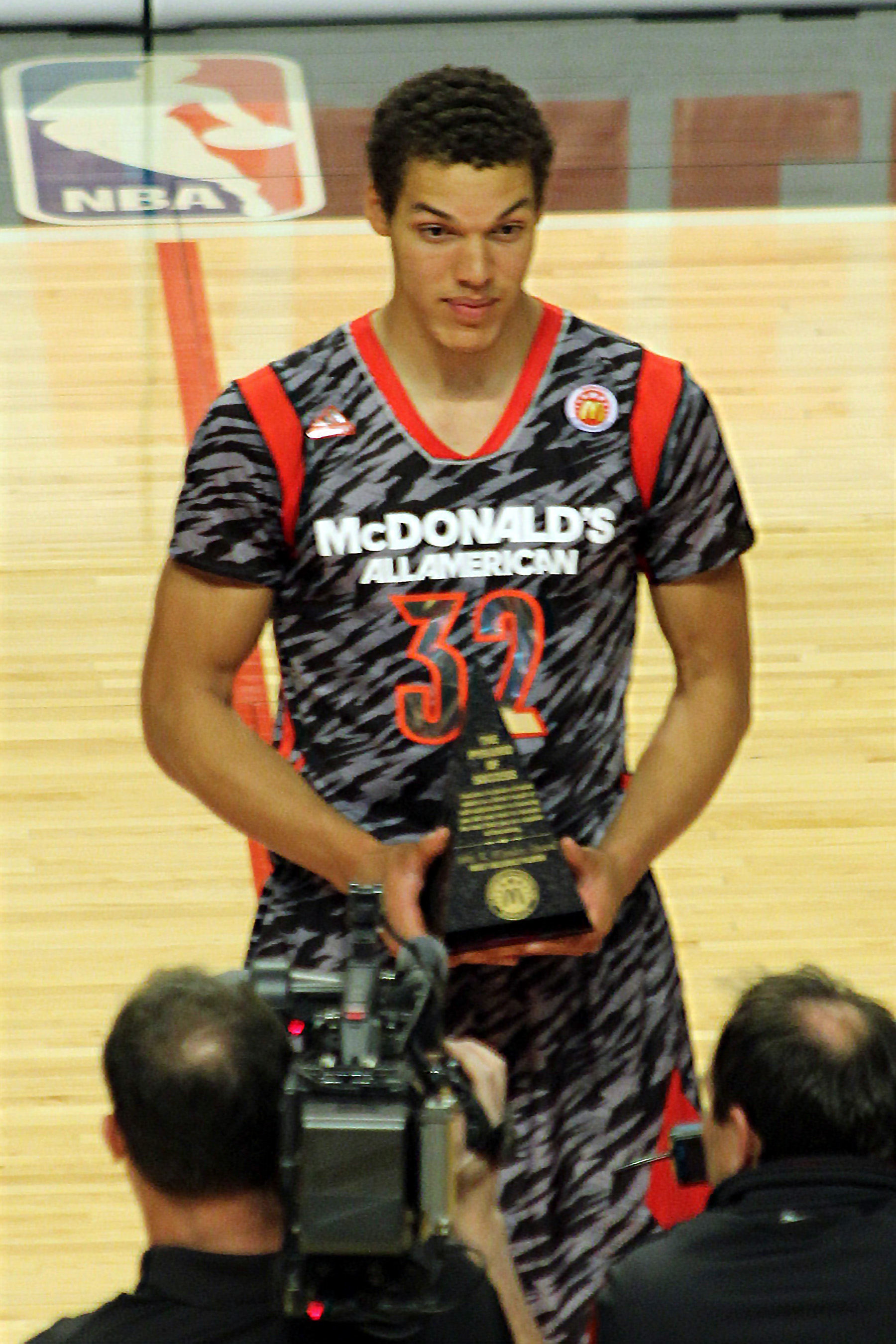
Gordon en 2013.

À 17 ans, alors qu'il lui reste encore une année au lycée, il se fait déjà remarquer par les plus grandes universités.
En 2013, il rejoint les Wildcats de l'Arizona en NCAA. En octobre, il remporte le concours de dunks d'Arizona. Après trois matchs de saison régulière, il s'impose comme le leader de l'équipe.
Le 30 mars 2014, il est pressenti pour s'inscrire à la draft 2014 de la NBA. Le 14 avril, il y confirme sa candidature.
Le 17 mai, il participe au Draft Combine de Chicago et impressionne par ses qualités athlétiques. Le 26 mai, il participe à un work-out et est attendu à la 10e position à la draft. Le 3 juin, à la veille d'un work-out avec les Lakers de Los Angeles, il déclare : « Si je suis choisi par les Lakers, je serai collé à Kobe ». Le 5 juin, il est pressenti aux Celtics de Boston qui possèdent le 6e choix de draft. Le 20 juin, il est invité à un second work-out avec les Lakers de Los Angeles qui possèdent le 7e choix de draft. Le 22 juin, il semble certain d'être sélectionné dans le top 8 de la draft.

### Carrière professionnelle

#### Magic d'Orlando (2014-2021)
Lors de la draft 2014 de la NBA, le 26 juin 2014, il est sélectionné en 4e position par le Magic d'Orlando. Le 2 juillet, il signe avec le Magic avec qui il participe à la NBA Summer League 2014. Après avoir disputé les onze premiers matches de la saison 2014-2015, Gordon doit s'écarter des parquets en raison d'une fracture au pied subie le 16 novembre lors de la défaite chez les Wizards de Washington. Le 18 janvier 2015, il fait son retour sur les terrains après avoir manqué 32 matches ; il termine avec huit points et trois rebonds dans la défaite chez le Thunder d'Oklahoma City. Le 4 avril, il réalise son premier double-double en carrière avec dix points et douze rebonds dans la victoire 97 à 90 contre les Bucks de Milwaukee.
En juillet 2015, Gordon participe à la NBA Summer League 2015 où il a des moyennes de 21,7 points, 11,7 rebonds, 2,7 passes décisives, 1,3 interception et 1,7 contre en trois matches. Il ne participe pas à la fin du tournoi en raison d'une fracture à la mâchoire contractée durant un jeu avec son frère Drew. Le 13 octobre, il fait son retour durant la présaison contre le Heat de Miami. Le 4 novembre, il bat son record de points en carrière avec 19 unités lors de la défaite chez les Rockets de Houston. Le 31 janvier 2016, il marque de nouveau 19 points et prend 14 rebonds lors de la victoire 119 à 114 contre les Celtics de Boston. Le lendemain, il bat son record de rebonds en terminant la rencontre avec 12 points et prend 16 rebonds contre les Spurs de San Antonio. Durant le NBA All-Star Weekend 2016, Gordon a tenu tête à Zach LaVine lors du concours de dunks. Ils doivent se départager en réalisant deux dunks supplémentaires en finale, le concours a été comparé à celui qui a opposé Michael Jordan et Dominique Wilkins en 1988. Le 25 février, il marque de nouveau 19 points lors de la défaite 130 à 114 chez les Warriors de Golden State. Trois jours plus tard, il bat son record de points en carrière avec 22 unités lors de la victoire 130 à 116 contre les 76ers de Philadelphie.
Le 6 juillet 2018, il prolonge son contrat avec le Magic pour 76 millions de dollars sur quatre ans bien qu'il espérait un contrat max de 148 millions de dollars sur cinq ans,.
Lors de la saison 2018-2019, il participe aux playoffs pour la première fois de sa carrière. Son équipe s'incline face aux futurs champions, les Raptors de Toronto, en cinq matchs.
Lors du All-Star Game 2020, Gordon est finaliste du Slam Dunk Contest contre Derrick Jones Jr.. Il réalise deux scores parfaits lors du premier tour pour atteindre la finale. Lors du tour décisif de la finale, Jones obtient la note de 48 après avoir dunké juste après la ligne de lancer franc en exécutant un moulin à vent. Gordon a reçu un 47 après avoir dunké par-dessus Tacko Fall, qui mesure 2,26 m. Gordon, pour la troisième fois, échoue et une polémique éclate sur ce concours. Il annonce par ailleurs qu'il s'agit de sa dernière participation au Slam Dunk Contest.
Le 28 février 2020, Gordon réalise son premier triple-double en carrière avec 17 points, 11 rebonds et 12 passes décisives dans une victoire contre les Timberwolves du Minnesota.

#### Nuggets de Denver (depuis 2021)
Le 25 mars 2021, il est envoyé aux Nuggets de Denver contre Gary Harris, R. J. Hampton et un choix de la draft 2025.
Le 12 juin 2023, il devient champion NBA avec les Nuggets en remportant les Finales NBA 2023 contre le Heat de Miami sur un score de 4 à 1.

### En équipe nationale
Gordon participe au Championnat du monde des moins de 19 ans en 2013 avec les États-Unis. L'équipe remporte la médaille d'or et Gordon est élu meilleur joueur de la compétition. Il fait partie de l'équipe-type avec son compatriote Jahlil Okafor, l'Australien Dante Exum, le Croate Dario Šarić et le Serbe Vasilije Micić.

## Style de jeu
Sobre et efficace en attaque où sa capacité à s’écarter du panier est un de ses points forts, il est dans le même temps très efficace au rebond et ses bras tentaculaires font de lui un très dangereux adversaire en défense. Son seul problème est son physique un peu léger pour s’imposer dans les raquettes mais il a malgré tout dominé ses rivaux à l’intérieur dans presque tous les ateliers de la Draft Combine. Avant la draft 2014 de la NBA, il est comparé à Derrick Williams et Kenyon Martin.
En attaque, Gordon se démarquait par sa faible efficacité lorsqu'il évoluait au Magic d'Orlando. Néanmoins, en passant chez les Nuggets de Denver, il a su se transformer en un attaquant convenable. Cela est rendu possible grâce à un changement de rôle, Gordon passant moins de temps balle en main à Denver, pour se concentrer sur la finition. 

## Palmarès

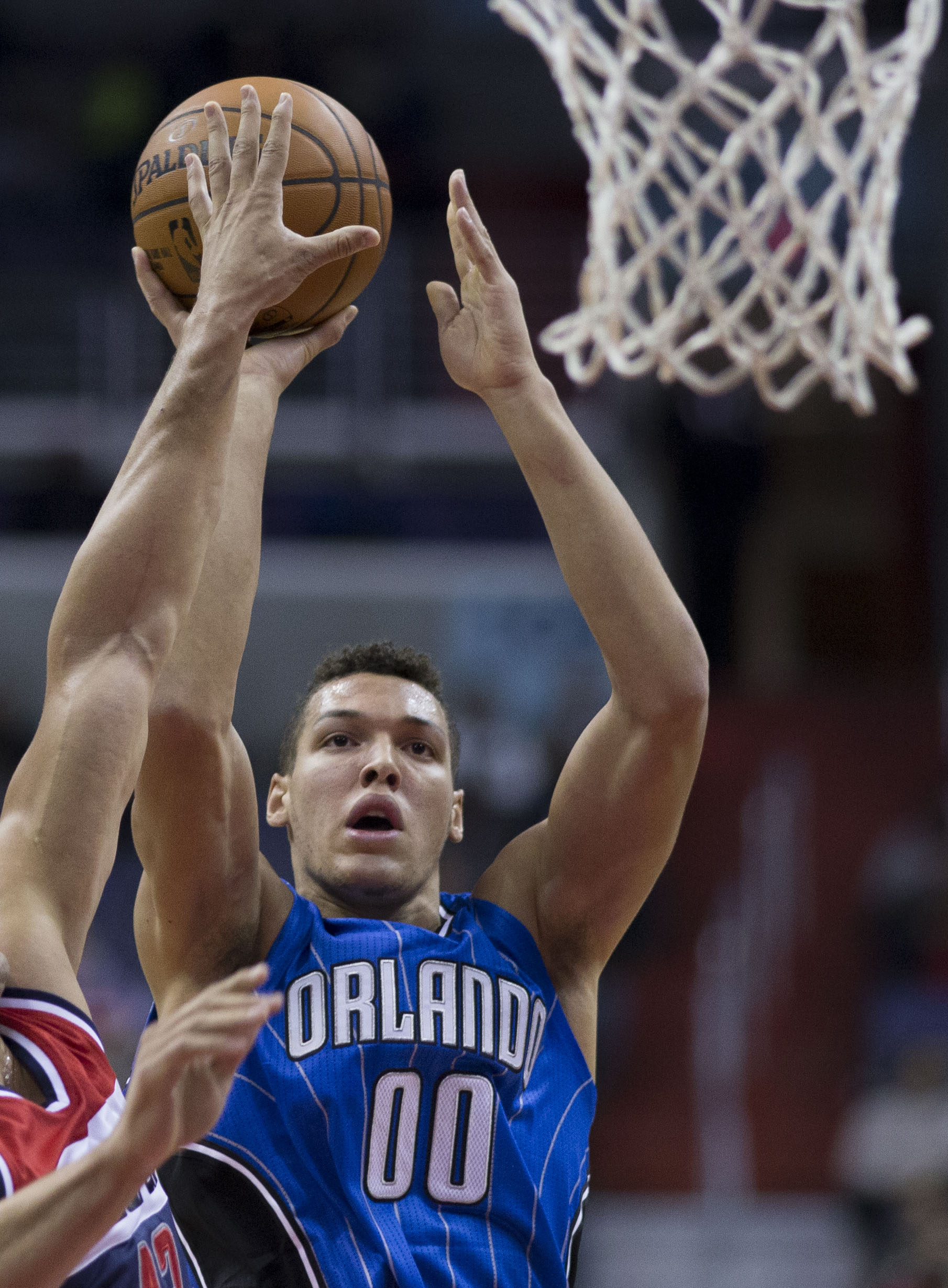
Aaron Gordon en novembre 2014.

### Sélection nationale
- Médaillé d'or au Championnat du monde des moins de 19 ans 2013

### En club
- 2× CIF State Champion (2011-2012)
- 2× CIF State Division II Champion (2011-2012)
- 3× CIF Northern California Champion (2011-2013)
- CIF Northern California Open Division Champion (2013)
- 2× CIF Northern California Division II Champion (2011-2012)
- 4× CIF CCS Champion (2010-2013)
- CIF CCS Open Division Champion (2013)
- 3× CIF CCS Division II Champion (2010-2012)
- 3× WCAL Champion (2011, 2012, 2013)
- 3× WCAL Playoffs Champion (2011-2013)
- 3× WCAL Regular Season Champion (2011-2013)

#### Carrière professionnelle
- Champion de la Conférence Ouest en 2023 avec les Nuggets de Denver
- Champion NBA en 2023 avec les Nuggets de Denver

### Distinctions personnelles

#### Carrière universitaire
- Pac-12 Tournament All-tournament team (2014)
- AP Honorable Mention (2014)
- 2014 NCAA Tournament's West Regional all-tournament team (2014)
- Third Team All-American – TSN (2014)
- All-Pac-12 First Team (2014)
- Pac-12 Freshman of the Year (2014)
- Pac-12 All-Freshman Team (2014)
- NIT Season Tip-Off All-Tournament Team (2013)
- USA Basketball Male Athlete of the Year (2013)
- McDonald's All-American (2013)
- McDonald's All-American Game MVP (2013)
- Jordan Brand All-American (2013)
- 2× California Mr. Basketball (2012-2013)
- MaxPreps.com All-American First Team (2013)
- San Jose Mercury News Player of the Year (2013)
- San Jose Mercury News First Team (2013)
- CalHiSports.com “Mr. Basketball” (2013)
- Cal-Hi Sports Bay Area CCS Player of the Year (2013)
- 3× Ed Fennelly WCAL Player of the Year Award (2011-2013)
- 4× All-WCAL Honors
- 3× All-WCAL First Team (2011-2013)
- All-WCAL Second Team (2010)

## Statistiques

### Universitaires
Les statistiques d'Aaron Gordon en matchs universitaires sont les suivantes :
| Saison    | Équipe   | Matchs | Titul. | Min./m | % Tir | % 3pts | % LF | Rbds/m. | Pass/m. | Int/m. | Ctr/m. | Pts/m. |
| --------- | -------- | ------ | ------ | ------ | ----- | ------ | ---- | ------- | ------- | ------ | ------ | ------ |
| 2013-2014 | Arizona  | 38     | 38     | 31,2   | 49,6  | 35,6   | 42,2 | 7,95    | 1,97    | 0,89   | 1,03   | 12,37  |
| Carrière  | Carrière | 38     | 38     | 31,2   | 49,6  | 35,6   | 42,2 | 7,95    | 1,97    | 0,89   | 1,03   | 12,37  |

### Professionnelles

#### Saison régulière
| Saison    | Équipe   | Matchs | Titul. | Min./m | % Tir | % 3pts | % LF | Rbds/m. | Pass/m. | Int/m. | Ctr/m. | Pts/m. |
| --------- | -------- | ------ | ------ | ------ | ----- | ------ | ---- | ------- | ------- | ------ | ------ | ------ |
| 2014-2015 | Orlando  | 47     | 8      | 17,0   | 44,7  | 27,1   | 72,1 | 3,60    | 0,70    | 0,45   | 0,47   | 5,17   |
| 2015-2016 | Orlando  | 78     | 37     | 23,9   | 47,3  | 29,6   | 66,8 | 6,50    | 1,64    | 0,76   | 0,71   | 9,22   |
| 2016-2017 | Orlando  | 80     | 72     | 28,7   | 45,5  | 28,9   | 71,9 | 5,04    | 1,88    | 0,81   | 0,51   | 12,74  |
| 2017-2018 | Orlando  | 58     | 57     | 32,9   | 43,4  | 33,6   | 69,8 | 7,88    | 2,34    | 1,02   | 0,78   | 17,62  |
| 2018-2019 | Orlando  | 78     | 78     | 33,8   | 44,9  | 34,9   | 73,1 | 7,36    | 3,71    | 0,73   | 0,72   | 15,97  |
| 2019-2020 | Orlando  | 62     | 62     | 32,5   | 43,7  | 30,8   | 67,4 | 7,66    | 3,68    | 0,82   | 0,63   | 14,42  |
| 2020-2021 | Orlando  | 25     | 25     | 29,4   | 43,7  | 37,5   | 62,9 | 6,64    | 4,20    | 0,64   | 0,80   | 14,56  |
| 2020-2021 | Denver   | 25     | 25     | 25,9   | 50,0  | 26,6   | 70,5 | 4,72    | 2,24    | 0,68   | 0,56   | 10,16  |
| 2021-2022 | Denver   | 75     | 75     | 31,7   | 52,0  | 33,5   | 74,3 | 5,85    | 2,51    | 0,59   | 0,59   | 15,01  |
| 2022-2023 | Denver   | 68     | 68     | 30,2   | 56,4  | 34,7   | 60,8 | 6,56    | 2,99    | 0,79   | 0,75   | 16,31  |
| 2023-2024 | Denver   | 73     | 73     | 31,5   | 55,6  | 29,0   | 65,8 | 6,45    | 3,55    | 0,77   | 0,62   | 13,88  |
| 2024-2025 | Denver   | 51     | 42     | 28,4   | 53,1  | 43,6   | 81,0 | 4,84    | 3,22    | 0,45   | 0,27   | 14,67  |
| Carrière  | Carrière | 720    | 622    | 29,3   | 48,4  | 33,1   | 69,3 | 6,21    | 2,69    | 0,73   | 0,62   | 13,55  |

#### Playoffs
| Saison   | Équipe   | Matchs | Titul. | Min./m | % Tir | % 3pts | % LF | Rbds/m. | Pass/m. | Int/m. | Ctr/m. | Pts/m. |
| -------- | -------- | ------ | ------ | ------ | ----- | ------ | ---- | ------- | ------- | ------ | ------ | ------ |
| 2019     | Orlando  | 5      | 5      | 32,8   | 46,8  | 40,0   | 52,6 | 7,20    | 3,60    | 1,20   | 0,20   | 15,20  |
| 2021     | Denver   | 10     | 10     | 29,9   | 43,4  | 39,1   | 64,0 | 5,40    | 2,00    | 0,50   | 0,30   | 11,10  |
| 2022     | Denver   | 5      | 5      | 32,0   | 42,6  | 20,0   | 71,4 | 7,20    | 2,60    | 0,40   | 1,20   | 13,80  |
| Carrière | Carrière | 20     | 20     | 31,2   | 44,2  | 34,5   | 63,9 | 6,30    | 2,60    | 0,70   | 0,50   | 12,80  |

## Records sur une rencontre en NBA
Les records personnels d'Aaron Gordon en NBA sont les suivants, :
| Type de statistique        | Saison régulière | Saison régulière                | Saison régulière | Playoffs | Playoffs                   | Playoffs      |
| Type de statistique        | Record           | Adversaire                      | Date             | Record   | Adversaire                 | Date          |
| -------------------------- | ---------------- | ------------------------------- | ---------------- | -------- | -------------------------- | ------------- |
| Points                     | 41               | Nets de Brooklyn                | 24 octobre 2017  | 29       | @ Lakers de Los Angeles    | 25 avril 2024 |
| Paniers marqués            | 14               | 3 fois                          | 3 fois           | 12       | @ Lakers de Los Angeles    | 25 avril 2024 |
| Paniers tentés             | 26               | Cavaliers de Cleveland          | 6 janvier 2018   | 18       | @ Lakers de Los Angeles    | 25 avril 2024 |
| Paniers à 3 points réussis | 7                | 2 fois                          | 2 fois           | 3        | 4 fois                     | 4 fois        |
| Paniers à 3 points tentés  | 12               | Thunder d'Oklahoma City         | 29 novembre 2017 | 7        | Thunder d'Oklahoma City    | 11 mai 2025   |
| Lancers francs réussis     | 13               | Celtics de Boston               | 12 janvier 2019  | 10       | Warriors de Golden State   | 24 avril 2022 |
| Lancers francs tentés      | 15               | Pelicans de La Nouvelle-Orléans | 6 mars 2022      | 13       | Warriors de Golden State   | 24 avril 2022 |
| Rebonds offensifs          | 7                | @ Knicks de New York            | 18 janvier 2021  | 7        | Thunder d'Oklahoma City    | 11 mai 2025   |
| Rebonds défensifs          | 15               | Thunder d'Oklahoma City         | 29 novembre 2017 | 10       | @ Lakers de Los Angeles    | 25 avril 2024 |
| Rebonds totaux             | 17               | @ Knicks de New York            | 18 janvier 2021  | 16       | Thunder d'Oklahoma City    | 11 mai 2025   |
| Passes décisives           | 12               | Timberwolves du Minnesota       | 28 février 2020  | 7        | Raptors de Toronto         | 19 avril 2019 |
| Interceptions              | 6                | Mavericks de Dallas             | 19 février 2016  | 3        | 2 fois                     | 2 fois        |
| Contres                    | 4                | 6 fois                          | 6 fois           | 2        | 3 fois                     | 3 fois        |
| Balles perdues             | 8                | @ Thunder d'Oklahoma City       | 5 février 2019   | 4        | 3 fois                     | 3 fois        |
| Minutes jouées             | 45               | Hawks d'Atlanta                 | 6 décembre 2017  | 40       | @ Warriors de Golden State | 27 avril 2022 |

- Double-double : 120 (dont 10 en playoffs)
- Triple-double : 2

Dernière mise à jour : 11 mai 2025

## Salaires
Les gains d'Aaron Gordon en NBA sont les suivants :
| Saison      | Équipe      | Salaire       |
| ----------- | ----------- | ------------- |
| 2014-2015   | Orlando     | 3 992 040 $   |
| 2015-2016   | Orlando     | 4 171 680 $   |
| 2016-2017   | Orlando     | 4 351 320 $   |
| 2017-2018   | Orlando     | 5 504 420 $   |
| 2018-2019   | Orlando     | 21 590 909 $  |
| 2019-2020   | Orlando     | 19 863 636 $  |
| 2020-2021   | Denver      | 18 136 364 $  |
| 2021-2022   | Denver      | 16 409 091 $  |
| 2022-2023   | Denver      | 19 690 909 $  |
| Total Gains | Total Gains | 113 710 369 $ |
| 2023-2024   | Denver      | 22 266 182 $  |
| 2024-2025   | Denver      | 23 841 455 $  |
| 2025-2026   | Denver      | 23 841 455 $  |

## Vie privée
Gordon est le fils de l'ancienne star de San Diego State Ed Gordon. Le grand-père de Gordon, un amérindien, mesurait 2,10 m. Le frère aîné de Gordon, Drew, est aussi un basketteur professionnel. Il joue notamment en Pro A française avec Champagne Basket où il est retenu pour le All-Star Game LNB. Sa sœur aînée, Elise, a joué à l'université pour l'équipe de basket-ball de Harvard entre 2010 et 2014.
À huit ans, Gordon s'est qualifié pour participer au 100 m et 200 m haies aux Jeux olympiques des juniors 2003 mais il a plutôt choisi de participer au tournoi de basket-ball.